# Frits van Dijk
Frits van Dijk (Rotterdam, 3 oktober 1895 – Zandvoort, 3 augustus 1960) was een Nederlands acteur. Van Dijk doorliep de hbs en ging gedurende één jaar naar de toneelschool in Amsterdam.  Na de Eerste Wereldoorlog verbleef hij enige tijd in de Verenigde Staten. Na zijn terugkeer nam hij privélessen. Hij begon zijn loopbaan als voordrachtskunstenaar en was enige tijd verbonden aan het klassiek toneel van Albert Vogel. Daarna speelde hij onder meer bij het Verenigd Toneel en het Amsterdams Toneel.
Na de Tweede Wereldoorlog  was hij verbonden aan het Amsterdams-Rotterdams Toneelgezelschap, Toneelgroep Commedia en het Rotterdams Toneel waarvan hij directeur, acteur en regisseur was. Tot aan zijn dood was hij verbonden aan het Arnhemse gezelschap Theater. Toen hij stierf zou hij bijna zijn 40-jarig jubileum als acteur vieren. Van Dijk was naast acteur ook docent aan de toneelschool.

## Rollen
Frits van Dijk werd door collega’s de ‘grootmeester van het miniatuur’ genoemd; hij hield van het tot in details uitwerken van zijn rollen. Tot zijn voornaamste rollen horen de bode en de spie in de Gijsbrecht van Aemstel, Belial (Adam in ballingschap), Puck (Een Midzomernachtdroom), Robbeknol (Spaanschen Brabander) en Noach (Vondels Noach). Hij regisseerde onder meer Othello, Maria Stuart, Het Hemelbed, De Waaier en Madame sans Gène. Hij speelde ook in films en sprak tevens verschillende stemmen in voor Walt Disneyfilms, zoals Pinokkio uit 1940 als Geppetto.

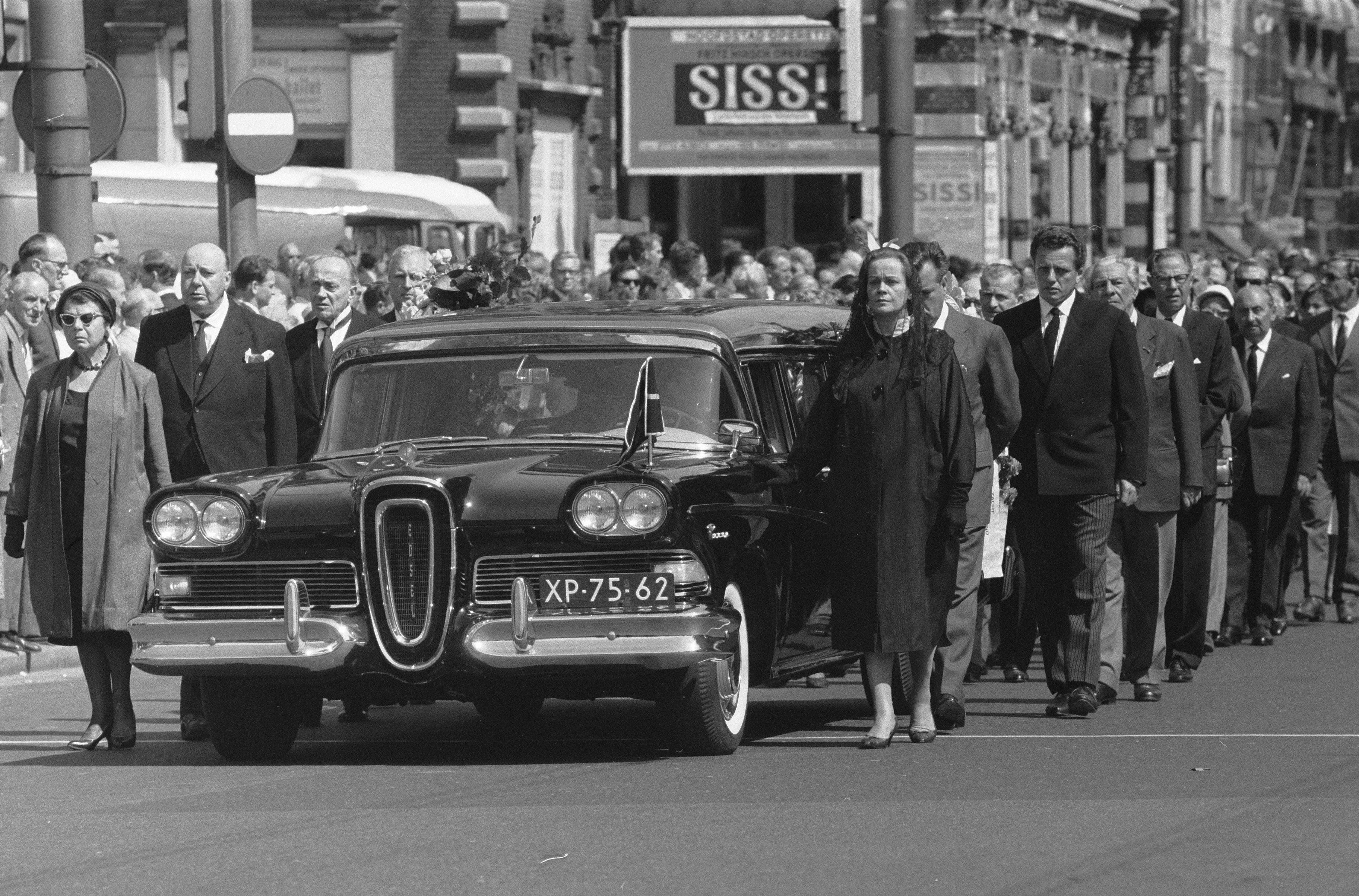
Van Dijks uitvaart op 8 augustus 1960

## Verdrinking
Frits van Dijk kwam op 3 augustus 1960 door verdrinking om het leven. Tijdens het zwemmen in de zee bij Zandvoort kwam hij in een mui terecht. Hij werd in bewusteloze toestand uit het water gehaald en bleek te zijn overleden.

## Filmografie
- Wilde haren (speelfilm, 1919)
- De gele mantel (speelfilm, 1921)
- Merijntje Gijzen's jeugd (speelfilm, 1936)
- Boefje (speelfilm, 1939)